# Lis Jacobsen
Elisabeth 'Lis' Jacobsen (født Rubin 29. januar 1882 i København, død 18. juni 1961 i Hellerup) var en dansk filolog, datter af Marcus Rubin, gift med Jacob Peter Jacobsen.
Hun blev student fra Nathalie Zahles Skole i 1900, tog lærerindeeksamen i 1903, fik Universitetets Guldmedalje i 1907 på en afhandling om de nordiske sprogs spaltning i forskellige grene, blev mag. art. i 1908 og dr. phil. (Studier til det danske Rigssprogs Historie fra Eriks Lov til Chr. III’s Bibel) i 1910.
Hendes specialer var nordisk filologi og runealfabet. Hun var medlem af Det Danske Sprog- og Litteraturselskab, og fra 1915 fik hun overdraget arbejdet med at udgive Ordbog over det danske Sprog. I 1952-1953 var hun formand for redaktionen bag udgivelsen af Nudansk Ordbog.

## Forfatterskab
- Lis Jacobsen: Guterlov og Gutersaga; København 1910 (oversættelse)
- Lis Jacobsen (1912), Kvinde og Mand, København: Gyldendal, Wikidata  Q109558360
- Lis Jacobsen: Svenskevældets Fald. Studier til Danmarks Oldhistorie i filologisk og runologisk Lys; København 1929
- Lis Jacobsen og Erik Molkte: Danmarks Runeindskrifter; København 1942
- Lis Jacobsen: Politikens Blå Ordbøger: Nudansk Ordbog; Politikens Forlag, København 1953.

### På internettet
- Lis Jacobsen: "Kong Haralds og Kong Gorms Jelling-Monumenter" (Scandia, bind IV (1931), s. 234-269)
- Lis Jacobsen: "Om det nye danske diplomatarium og principperne for dets udgivelse" (Historisk Tidsskrift, 10. række, Bind 2; 1932)